# Sinoxylon sexdentatum
Espèce
Sinoxylon sexdentatum (l'apate de la vigne ou apate des sarments) est une espèce d'insectes coléoptères de la famille des Bostrichidae, originaire du bassin méditerranéen.
Cet insecte xylophage et polyphage est un ravageur de la vigne, qui s'attaque aussi à d'autres végétaux ligneux : olivier, figuier, chênes, etc.
Il attaque de préférence des branches affaiblies ou mortes, profitant par exemple d'attaque de champignons dont il peut aussi contribuer à la dispersion.

## Synonymes
- Bostrichus sexdentatus Olivier, 1790
- Dermestes muricatus Linnaeus, 1767
- Sinoxylon muricatum (Linnaeus, 1767)

## Distribution
L'aire de répartition de Sinoxylon sexdentatum comprend la quasi-totalité du bassin méditerranéen, y compris l'Afrique du Nord et le Proche-Orient, les îles Canaries, la Hongrie, l'Ukraine.